# Penthimia yunnana
Penthimia yunnana är en insektsart som beskrevs av Kuoh. Penthimia yunnana ingår i släktet Penthimia och familjen dvärgstritar. Inga underarter finns listade i Catalogue of Life.